# Гаспарен де Бергамо
Гаспарен де Бергамо («Гаспаріно да Барціцца»; «Gasparinus de Bergamo»; бл. 1360 — бл. 1431, Мілан) — італійський граматик, педагог, автор нового епістолярного стилю, заснованого на листах Цицерона.
Разом з П'єтро Паоло Верджеріо стояв біля витоків гуманізму в Падуї. Як і інші ранні італійські гуманісти, він викладав риторику, граматику, етику з метою відродження латинської літератури.

## Біографія
Гаспарено ді П'єтробуоно народився в селі Барціцца, поблизу Бергамо. Навчався граматиці й риториці в Павії. Викладав там з 1403 до 1407 року, потім переїхав до Венеції, де працював приватним учителем в родини Барбаро.
Не маючи можливості відкрити свою школу в Венеції, Гаспаріно переїжджає до Падуї, де викладає з 1407 до 1421 року. Це був найпродуктивніший період в його житті: тут він пише свої праці, а також здобуває відомість як вчений і викладач. Він читає лекції з риторики, а також курси, присячені латинським авторам, таким як Сенека, Цицерон, Вергілій і Теренцій. Він відкриває гуманістичну початкову школу, в якій навчалися Вітторино да Фельтре, Леон Баттіста Альберті, Антоніо Беккаделлі.
Пізніше Гаспарено викладав у Феррарі, а 1418 року, на запрошення Філіппо Марія Вісконті, відкрив початкову школу в Мілані, подібну до падуанської. З 1421 року Гаспарено викладав у Мілані, а також служив придворним оратором у герцога Вісконті.
Крім того, Гаспарено служив секретарем папи Мартіна V, і на цій посаді брав участь у Констанцькому соборі. Гаспарено помер у Мілані близько 1431 року.
Від шлюбу з Лукрецією Альярді у нього був син Гімфорте (Гініфорто) Барціцца (бл. 1406—1463), який також став відомим вченим і письменником. Гімфорте одружився з Джованніні Малабарба.

## Праці

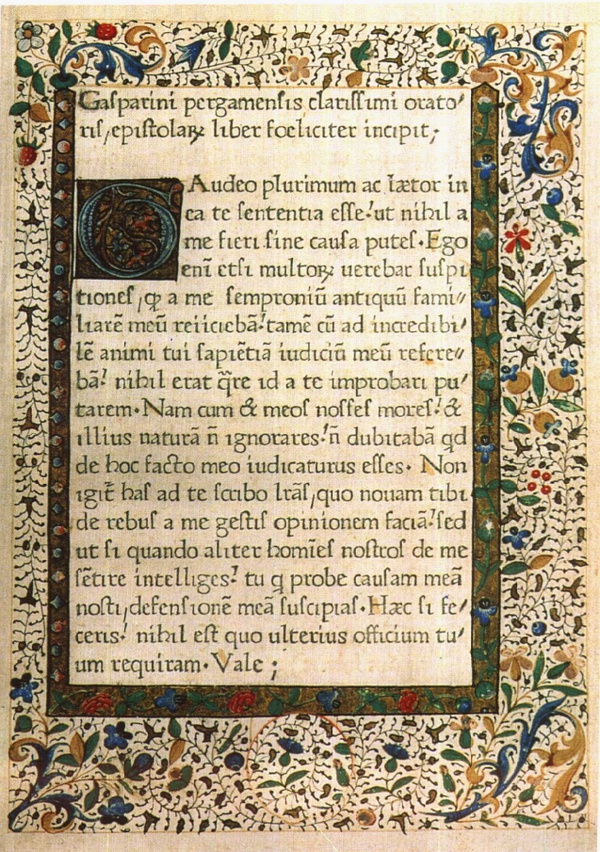
Liber epistolarum («Епістолярна книга») Гаспарена де Бергамо, Париж, 1470

- Liber epistolarum («Епістолярна книга») або Epistolae Gasparini («Листи Гаспарена»). Ця книга стала першою книгою, друкованою у Франції. 1470 року її видали книгодрукар Ульріх Герінг з партнерами за вказівкою Йоганн Райхлін. Цей твір призначався для студентів, він навчав витонченої та елеґантної латині, а також композиції в прозі.
- Tractatus de compositione (бл. 1420): підручник з риторики та літературного стилю. У ньому Гаспарен виступає за повернення до основ стилю, якими користувалися античні оратори. Насмперед він пише про Квінтиліана та Цицерона[6].
- Orthographia: посібник з латинської орфографії.
- Il Vocabularium breve («Короткий слованик»), бл. 1417-18. Етимологічний словник латинських термінів з італійським перекладом. Пізніше неодноразово передруковувався. Перше видання 1509 року[7].